# Rugby club Steaua Bucarest
Pour les articles homonymes, voir Steaua.
Pour le club omnisports, voir CSA Steaua Bucarest.
Maillots
Actualités
Le Rugby club Steaua Bucarest est un club de rugby à XV qui évolue en Championnat de Roumanie de rugby à XV en 1re division.

## Palmarès
Palmarès du Rugby club Steaua Bucarest :

### Compétitions nationales
Championnat de Roumanie de première division
- Champion (24) : 1949, 1953, 1954, 1961, 1963, 1964, 1971, 1973, 1974, 1977, 1979, 1980, 1981, 1983, 1984, 1985, 1987, 1988, 1989, 1992, 1999, 2003, 2005, 2006

Coupe de Roumanie
- Vainqueur (16) : 1950, 1952, 1953, 1955, 1956, 1958, 1974, 1977, 1978, 2005, 2006, 2007, 2009, 2013, 2019, 2022

### Compétitions internationales
Coupe d'Europe des clubs champions FIRA
- Vainqueur (1) : 1963

Coupe d'Europe FIRA
- Vainqueur (2) : 1966, 1973

## Personnalités du club

### Joueurs emblématiques
| - Alexandru Penciu - Paul Ciobănel - Tudor Constantin - Razvan Mavrodin - Adrian Lungu - Gabriel Brezoianu - Dănuț Dumbravă - Cătălin Fercu - Silviu Florea | - Petre Mitu - Florică Murariu - Ionuț Tofan - Dan Tudosa - Valentin Ursache - Lucian Sîrbu - Gheorghe Vărzaru - Florin Vlaicu |

### Entraîneurs
- 1958-1981 :   Petre Cosmănescu [4]
- 1982-1990 :  Theodor Rădulescu (it)
- 2004-2014 :  Marin Moț
- 2016-2017 :  Cristian Petre
- 2017- :  Dănuţ Dumbravă